# Psapharochrus plaumanni
Psapharochrus plaumanni là một loài bọ cánh cứng trong họ Cerambycidae.